# Goulds, Florida
Goulds är en ort (CDP) i Miami-Dade County, i delstaten Florida, USA. Enligt United States Census Bureau har orten en folkmängd på 10 103 invånare (2010) och en landarea på 7,5 km².